# Carl J. Sundevall
Carl Jacob Sundevall, född 22 oktober 1801 i Högestads socken, Skåne, död 2 februari 1875 i Stockholm, var en svensk zoolog. Han var bror till läkaren Fredrik Emil Sundevall och sjömilitären Henrik Ludvig Sundevall.
Sundevall blev student vid Lunds universitet 1817, filosofie magister 1823 och docent i ekonomi 1826. Efter en resa till Ostindien mellan 1827 och 1828 avlade han medicine licentiatexamen 1829 och blev medicine doktor följande år.
År 1833 blev han intendent vid Naturhistoriska riksmuseet i Stockholm och utnämndes 1836 till adjunkt i zoologi och ekonomi i Lund. Återkommen från den 1838 företagna franska Rechercheexpeditionen till bland annat Spetsbergen förordnades han 1839 till intendent och professor vid nämnda museum. Åren 1841–1871 arbetade han vid avdelningen för ryggradsdjur.
Sundevall var ledamot av Kungliga Fysiografiska Sällskapet i Lund (1825), Kungliga vetenskapsakademien (1839), Vetenskaps- och vitterhetssamhället i Göteborg (1840), Kungliga Lantbruksakademien (1844) och Kungliga Vetenskaps-Societeten i Uppsala (1851). Sundevalls flesta arbeten behandlar ryggradsdjurens systematik. I Methodisk öfversigt af idislande djuren (1844) lämnade han ett förtjänstfullt bidrag till kännedomen om dessa djurs släktskapsförhållanden. Hans Lärobok i zoologien (1835) med tillhörande handatlas användes länge vid läroverken.
Hans betydelsefullaste arbeten ligger inom ornitologins område, där han behandlade delar av fåglarnas anatomi. Till hans mest beaktade arbeten hör Methodi naturalis avium disponendarum tentamen (1872–1873), Svenska foglarne (1856–1871) och Conspectus avium picinarum (1866). Sundevall gjorde även ett förslag till användning av fonetiska bokstäver.